# Trichohelotium
Trichohelotium is een geslacht van schimmels uit de orde Helotiales. 

## Soorten
Volgens Index Fungorum telt het geslacht twee soorten (peildatum maart 2023):
| Soortnaam             | Auteur(s)          | Publicatiejaar |
| --------------------- | ------------------ | -------------- |
| Trichohelotium pineum | (Bonord.) Killerm. | 1935           |
| Trichohelotium rosae  | Killerm.           | 1935           |